# Sidney Sheinberg
Sidney Jay «Sid» Sheinberg (Corpus Christi, 14 de enero de 1935-Beverly Hills, 7 de marzo de 2019) fue un empresario, abogado y ejecutivo del mundo del espectáculo estadounidense. Se desempeñó como presidente y director ejecutivo de MCA y Universal Pictures durante más de 40 años.

## Biografía
Sheinberg, hijo de una madre ucraniana y de un padre polaco, nació en el seno de una familia judía de Corpus Christi, Texas. En 1955, Sheinberg se graduó de la Universidad de Columbia y posteriormente asistió a la Facultad de Derecho de Columbia, como becario Harlan Fiske Stone y James Kent, donde obtuvo su título de abogado. Sheinberg recibió los más altos honores de la Facultad de Derecho de Columbia otorgados a los exalumnos: la Medalla a la Excelencia y el Premio John Jay. 

### Carrera
En el verano de 1958, Sheinberg llegó a California, donde aceptó un puesto de profesor en la Facultad de Derecho de la UCLA. En 1959, mientras esperaba los resultados de su examen de acceso al Colegio de abogados de California, se unió al departamento legal de Revue Productions, la antigua subsidiaria de televisión de MCA y predecesora de Universal Television, y comenzó su carrera en la industria del entretenimiento. En 1962, Sheinberg participó en la adquisición de Universal Studios por parte de MCA.
A Sheinberg se le atribuye el descubrimiento del director Steven Spielberg. A finales de los años 60, Sheinberg había visto el primer cortometraje de Spielberg, Amblin', y en 1968 firmó con el director, que entonces tenía 20 años, un contrato de siete años con MCA/Universal Television. Como Spielberg contó en numerosas ocasiones, Sheinberg le dijo la famosa frase: "Mucha gente se quedará contigo en el éxito; yo me quedaré contigo en el fracaso".
En 1971, Sheinberg se convirtió en presidente de Universal Television.
En junio de 1973 fue elegido presidente y jefe de operaciones de la compañía MCA y Universal Studios, cargo que ocupó junto a Lew Wasserman. Tras haber contado con la guía de Lew Wasserman, Sheinberg reconoció que una parte esencial de ser un mentor es tener confianza en las personas a las que estás guiando y asesorando. Juntos transformaron a Universal de un estudio de segunda categoría, dependiente de sus producciones televisivas, a ser uno de los estudios de cine más grandes de Hollywood: en julio de 1995, cuando Wasserman renunció como presidente y Sheinberg formó una compañía de entretenimiento independiente, "habían convertido a MCA en un conglomerado de entretenimiento de casi 5 mil millones de dólares".
Durante su mandato, la división Universal Pictures estrenó películas con excelentes números de taquilla como Jaws (1975), E.T. the Extra-Terrestrial (1982) y Jurassic Park (1993), todas de la mano del cineasta y productor Steven Spielberg.
Durante la preproducción, Tiburón siempre estuvo en la cuerda floja. Sheinberg incorporó a Spielberg al proyecto y, a pesar de los muchos obstáculos, presionó para que se estrenara la película. Contrató a su esposa para que apareciera en la película. Cuando Tiburón, de 1975, superó el presupuesto, Sheinberg apoyó a Spielberg: lo que los escépticos descartaron como una película B demasiado cara se convirtió en un clásico del terror que definió el nuevo género de éxitos de taquilla del verano. (Los 471 millones de dólares que recaudó en todo el mundo serían más de 1.900 millones de dólares en la actualidad.)
Otras películas de gran éxito que se le atribuyen son La lista de Schindler (1993) y Volver al Futuro (1985). Sheinberg quiso cambiar el nombre de "Back to the Future" a "Space Man From Pluto", a pesar de que la película no tenía nada que ver con el espacio exterior, los astronautas o el planeta Plutón.
En 1982, Thomas Keneally publicó su novela histórica El arca de Schindler, que escribió después de un encuentro casual con Leopold Pfefferberg en Los Ángeles en 1980. Sheinberg envió al director Spielberg una copia del libro junto con una reseña del The New York Times'. Sheinberg dio luz verde a la película con la condición de que Spielberg hiciera primero Jurassic Park. Spielberg dijo más tarde: "Sabía que una vez que hubiera dirigido Schindler no podría hacer Jurassic Park". La película recibió un pequeño presupuesto de 22 millones de dólares, ya que las películas sobre el Holocausto no suelen ser rentables. Spielberg renunció a un salario por la película, calificándola de "dinero sangriento", y creyó que la película sería un fracaso. La película fue un éxito de taquilla, recaudando más de 320 millones de dólares y se considera una película histórica que capturó conmovedoramente el Holocausto.
Sheinberg vio una oportunidad significativa en la industria de la música y lideró la adquisición de Motown por parte de MCA Music Entertainment (posteriormente rebautizada como Universal Music Group) en 1988 por 61 millones de dólares y de Geffen Records en 1990por 550 millones de dólares. Lideró la expansión de MCA en la música y, bajo el liderazgo de Sheinberg, la división de música creció significativamente, convirtiéndose en una fuerza importante de la industria junto con sus negocios de cine y televisión. A través de su desarrollo de la división de música y adquisiciones estratégicas, encabezó el ascenso de lo que ahora es Universal Music Group (UMG).
En 1982, Sheinberg dijo: "Sería mejor que empezaras a ahorrar dinero para pagar los honorarios de tus abogados, considero que los litigios son una fuente de ganancias" durante una reunión para lograr que Nintendo pagara regalías a Universal Studios y MCA por la franquicia Donkey Kong. Más tarde, cuando Universal demandó a Nintendo, esta cita se mencionó en el tribunal. Se determinó que Nintendo no había infringido los derechos de autor y también se reveló que Universal Studios y MCA sabían que King Kong era de dominio público desde el principio.
En 1984, como parte de la posible adquisición de The Walt Disney Company por parte de MCA, Sheinberg aceptó dejar su puesto como presidente de MCA para permitir que el director ejecutivo de Disney, Ron W. Miller, asumiera el cargo. Sin embargo, a pesar de que estuvo cerca de suceder, Wasserman se mostró en total desacuerdo y dijo que Sheinberg debería permanecer como presidente de MCA, lo que provocó que el acuerdo fracasara por completo.
Su batalla con Terry Gilliam por el montaje final de la película Brazil fue el tema de un libro y documental titulado La batalla de Brazil.
En 1990, Sheinberg y Lew Wasserman negociaron una venta de MCA y Universal Studios por 6.590 millones de dólares a la japonesa Matsushita Electric en efectivo y valores.
Sheinberg abandonó Universal Studios en julio de 1995, tras la adquisición del estudio por parte de la compañía canadiense Seagram. Produjo varias películas a través de su compañía de producción The Bubble Factory durante la década siguiente.

### Vida personal
Estuvo casado con la actriz Lorraine Gary en 1956. La pareja tuvo dos hijos, Bill y Jonathan Sheinberg, los cuales trabajan como productores cinematográficos y ambos junto con su padres cofundaron The Bubble Factory en 1995.

### Fallecimiento
Sidney Sheinberg murió en Beverly Hills, California, el 7 de marzo de 2019, a la edad de 84 años a causa de la enfermedad de Parkinson.